# فهرست فصل‌های باشگاه فوتبال نساجی مازندران
این نوشتار فهرست فصل‌های باشگاه فوتبال نساجی مازندران در فوتبال ایران از سال ۱۳۶۸ تاکنون است. در این فهرست جزئیات رتبه، دست‌آوردها، گلزنان برتر، مربیان و سایر موارد برای هر فصل این باشگاه قرار گرفته است.

## پیشینه
تیم فوتبال نساجی مازندران در لیگ‌های جام قدس ۱۳۶۸ و جام آزادگان در سال‌های ۱۳۷۰، ۱۳۷۱، ۱۳۷۲، ۱۳۷۳ حضور داشته است. در جام قدس ۶۹–۱۳۶۸ تیم نساجی مازندران در گروه الف این مسابقات، در رده سوم جدول قرار گرفت. این مسابقات در دو گروه برگزار می‌شد و تیمهای اول و دوم گروه‌های الف و ب برگزارکننده دیدارهای نیمه نهایی بودند. نساجی در جام آزادگان سال ۱۳۷۲ نیز با دو امتیاز اختلاف از رسیدن به رقابت‌های آسیایی بازماند.
این تیم از سال ۱۳۷۴ تا ۱۳۸۲ در لیگ دسته یک فعالیت می‌کرده و همواره یکی از تیم‌های مدعی صعود بوده ولی به دلیل مشکلات مالی همواره از صعود به لیگ برتر بازمی‌ماند. به عنوان نمونه در فصل ۸۱–۱۳۸۰ نساجی به عنوان تیم اول گروه خود به جمع چهار تیم نهایی مرحله پلی‌آف ورودی به لیگ برتر پیوست که به دلیل مشکلات مالی ذکر شده نتوانست این یک قدم آخر را کامل کند. بعد از این فصل مشکلات مالی این تیم تا آنجا پیش رفت که در پایان فصل ۸۳–۱۳۸۲ این تیم به رقابت‌های لیگ دسته دو سقوط کرد.
در فصل بعد یعنی فصل ۸۴–۱۳۸۳، نساجی در رقابت‌های لیگ دسته دو با صعود از گروه خود وارد مرحله پلی‌اف شد ولی در یک قدمی صعود به لیگ دسته یک دوباره از صعود بازماند. در فصل ۸۵–۱۳۸۴، تیم نساجی مازندران با مربیگری ابراهیم طالبی جواز صعود به رقابت‌های لیگ دسته یک را دریافت کرد.
در فصل ۸۶–۱۳۸۵ تیم نساجی به مربیگری ناصر حجازی مدعی فصل بود ولی طی بحران مدیریتی که اسیر تیم شد باز هم از صعود بازماند. این تیم در این فصل و فصل بعد یعنی ۸۷–۱۳۸۶ همیشه در رتبه‌های بالای جدول بود ولی از لحاظ مالی قدرت صعود نداشت. فصل ۸۸–۱۳۸۷ فصل کابوس‌واری بود و این تیم به دلیل بدهی شدید مالی به بازیکنان و سایر طلبکاران و حتی عدم تمکین مالی هزینه سفر برای بازی‌های خارج از خانه در لبه سقوط دست و پا می‌زد تا اینکه این تیم به مهدی پرهام مدیرعامل شرکت پولادین سازه جهان واگذار شد و توانست با رفع مشکلات مالی خود را در لیگ یک نگه‌دارد.
در فصل ۸۹–۱۳۸۸ نساجی با به خدمت گرفتن نادر دست‌نشان و جذب بازیکنان دلخواه یکی از مدعیان صعود به لیگ برتر بود ولی با ناکامی این مربی در هفته آخر سال ۱۳۸۸ و سقوط به رده یازدهم جدول، دست‌نشان به دلیل نتایج ضعیف از مربیگری این تیم برکنار شد. پس از مذاکرات انجام گرفته توسط مهدی پرهام و محمدحسن حیدرزاده مدیران وقت باشگاه، رضا فروزانی سرمربی سابق سایپا به عنوان سرمربی جدید نساجی انتخاب شد و با اینکه با بردهای متوالی تیم را تا رده دوم جدول بالا کشید پس از جنجال در بازی با نفت تهران که مربی برکنارشده نساجی یعنی نادر دست‌نشان را به خدمت گرفته بود و اتفاقات تلخ به وجود آمده در ورزشگاه خانگی برق شیراز برای هواداران نساجی در بازی مقابل برق، در انتها این مربی هم نتوانست امتیازات لازم را به دست آورد و نهایتاً چند هفته به پایان بازی‌ها از سمت خود استعفا داد تا فرهاد کوچک‌زاده هم چند هفته سرمربیگری نساجی را تجربه کند و در آخر فصل تیم نساجی در جدول مسابقات لیگ آزادگان به مقامی بهتر از هفتمی دست نیافت تا حسرت هواداران پرشور مازنی برای لیگ برتری شدن به هفدهمین سال خود برسد.
در فصل ۹۰–۱۳۸۹ سعید آذری به عنوان مدیرعامل تیم معرفی شد و سپس یحیی گل‌محمدی به عنوان سرمربی تیم منصوب گردید. یحیی گل‌محمدی که برای تمام فصل روی نیمکت نساجی نشسته بود با تیمی خوب و یکدست روانه مسابقات شد. علی‌رغم بازی‌های زیبا و تماشاگر پسند و پرگل خانگی، نساجی مازندران نتوانست به لیگ برتر صعود کند که مهم‌ترین دلیل آن از دست دادن امتیازات زیاد در بازی‌های خارج از خانه بود. پر تماشاگرترین تیم لیگ آزادگان در این فصل با ۴۲ امتیاز به مقام چهارم گروه خود دست پیدا کرد که البته این تعداد امتیاز بهترین نتیجه نساجی در رقابت‌های لیگ دسته اول بعد از صعود از لیگ دسته دوم بود.
در فصل ۹۱–۱۳۹۰ بعد از کشمکش‌های فراوان یوسف دفتری به عنوان مدیر عامل و اسماعیل اسماعیلی به عنوان سرمربی نساجی برگزیده شدند. پس از مدتی ابتدا محمدحسن حیدرزاده جانشین یوسف دفتری شد و مدتی بعد احمد سعادتمند مدیرعامل شد.
در فصل ۹۲–۱۳۹۱ اسماعیل اسماعیلی که فصل پیش به عنوان سرمربی نساجی انتخاب شده بود باقی ماند و نتایج خوبی گرفت ولی در ادامه تیم به حسین قاسم‌نژاد واگذار و محمدعلی قنبری مدیرعامل نساجی شد و مدتی بعد یونس گرائیلی سرمربی نساجی شد.
در فصل ۹۳–۱۳۹۲ یونس گرائیلی سرمربی نساجی باقی ماند و نتایج متوسطی گرفت. در این فصل تیم دچار ضعف مدیریتی و مالی شد تا آنجا که قرار بود قنبری مدیرعامل تیم برکنار شود. در اواسط فصل نادر دست‌نشان جای گرائیلی را گرفت و نساجی در انتها توانست با تمام کمی و کاستی‌ها در جدول سیزده تیمه در جای سوم بنشیند تا حسرت هواداران به بیست سال تبدیل شود.
در فصل ۹۴–۱۳۹۳ نادر دست‌نشان که فصل پیش به عنوان سرمربی نساجی انتخاب شده بود باقی ماند و مهدی پرهام نیز بازگشت و صادق درودگر مدیرعامل نساجی شد. تیم نتایج خوبی گرفت و بازهم نساجی مدعی صعود بود و در رده‌های سوم و چهارم و در یک قدمی لیگ برتر قرار داشت که صعود نکرد.
در فصل ۹۵–۱۳۹۴ محمدحسن حیدرزاده مدیرعامل نساجی شد و پائولو آلوز به عنوان اولین سرمربی خارجی تاریخ نساجی انتخاب شد. تیم خوب نتیجه نمی‌گیرد و کوروش موسوی که فصل گذشته با تیم فولاد نوین اهواز قهرمان لیگ آزادگان شده بود به عنوان سرمربی انتخاب شد و در آن سال نساجی نتوانست در حد انتظار ظاهر شود و نتوانست به لیگ برتر صعود کند.
در فصل ۹۶–۱۳۹۵ حامد ابراهیمی به عنوان مدیرعامل و محمود فکری به عنوان سرمربی نساجی انتخاب شدند و تیم نتایج خوبی گرفت. در ادامه به علت مشکلات مالی مدیرعامل نساجی استعفا داد و محمود فکری نیز از تیم جدا شد و عبدالحمید رمضانی به عنوان مدیرعامل و حسین مسگر ساروی به عنوان سرمربی نساجی انتخاب شدند و تیم نتایج خوبی هم گرفت و همچنان نساجی مدعی بود ولی حسین مسگر ساروی نیز جدا می‌شود و ساکت الهامی مربی صبا که نتایج خوبی نمی‌گرفت به عنوان سرمربی نساجی انتخاب شد و بعد از چند نتیجه ضعیف برکنار و دوباره مسگر ساروی سرمربی می‌شود ولی نساجی در پایان فصل بازهم از بازگشت به لیگ برتر ناکام ماند.

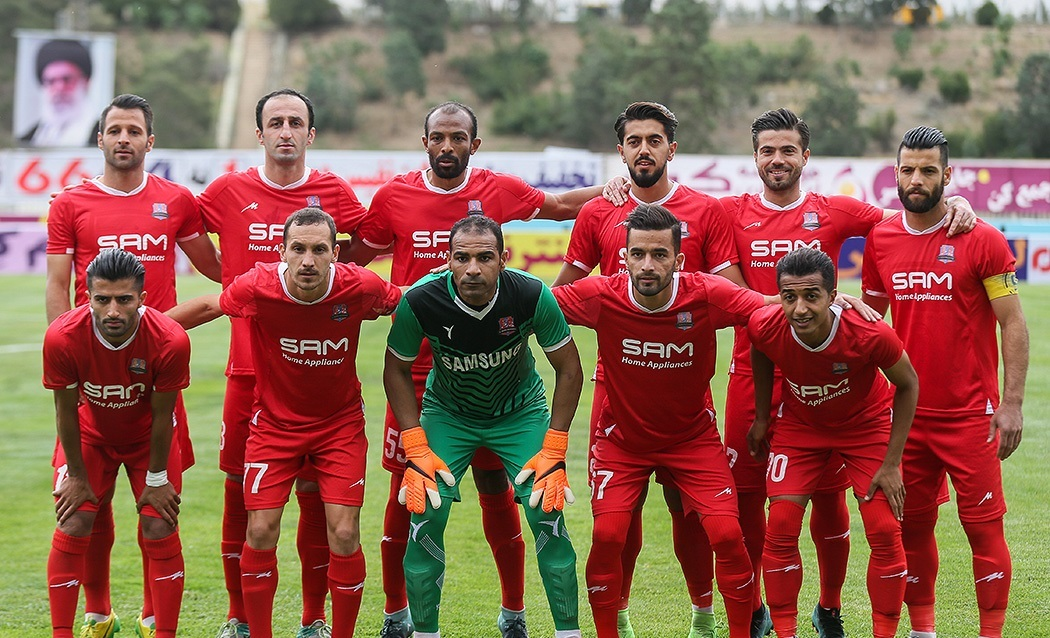
ترکیب نساجی برای بازی در آخرین هفته فصل ۹۶–۱۳۹۷ که منجر به صعود این تیم به لیگ برتر شد

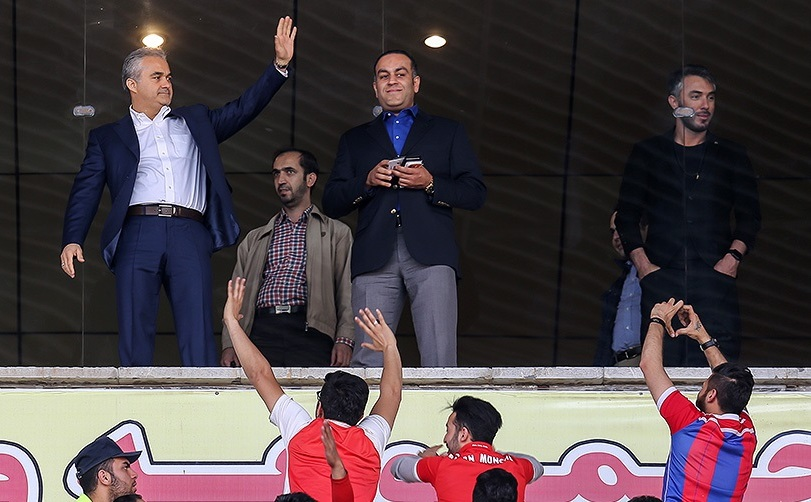
فرهاد صنیعی‌فر (نفر اول از سمت چپ)، مالک وقت باشگاه

در فصل ۹۷–۱۳۹۶ نساجی با حمایت فرهاد صنیعی‌فر که از نیم‌فصل قبل شروع شده بود برای صعود امیدوارتر بود. علی امیری مدیرعامل نساجی شد و مهدی پاشازاده هدایت نساجی را برعهده گرفت و تا نیم‌فصل روی نیمکت این تیم نشست. سپس داوود مهابادی جایگزین وی شد و مهدی پرهام نیز کناره‌گیری کرد. همچنین محمد عباس‌زاده هم از لیگ برتر به نساجی بازگشت. پس از ۸ بازی ناامید کننده، جواد نکونام سرمربی شد و در ۹ بازی هدایت این تیم را برعهده داشت که حاصل آن ۷ برد و ۲ تساوی، ۷ کلین شیت، ۲۱ گل زده و ۲ گل خورده بود که در نهایت در روز نهم اردیبهشت سال ۱۳۹۷ تیم نائب قهرمان لیگ آزادگان شد و به این ترتیب نساجی توانست بعد از ۲۴ سال به لیگ برتر صعود کند.

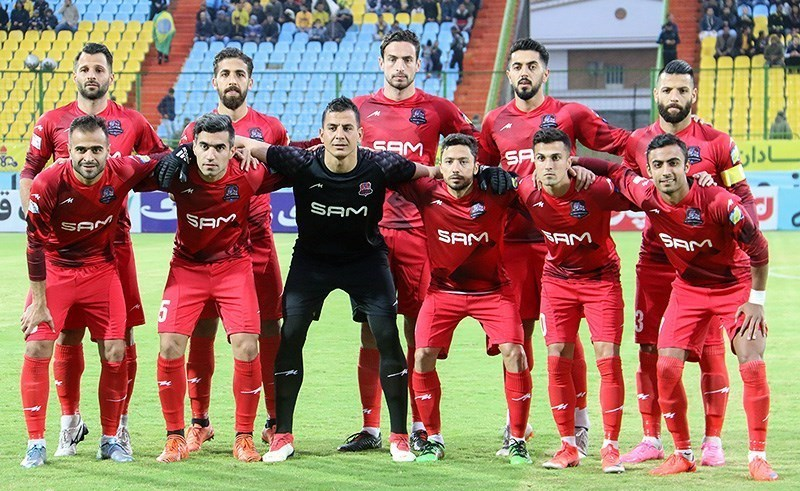
ترکیب نساجی برای بازی در هفته سیزدهم لیگ برتر فصل ۹۷–۱۳۹۶

در فصل ۹۸–۱۳۹۷ رضا حدادیان مالک هواپیمایی وارش نیز حامی نساجی شد و جواد نکونام که فصل پیش به عنوان سرمربی انتخاب شده بود باقی ماند و نتایج نسبتاً خوبی گرفت ولی در نیم‌فصل جدا شد و مجید جلالی سرمربی نساجی شد. در ادامه محمد کاظمی مدیرعامل نساجی شد و در نهایت تیم نتایج نسبتاً خوبی گرفت و در اواسط جدول قرار گرفت.
در فصل ۹۹–۱۳۹۸ محمدرضا مهاجری سرمربی نساجی شد و پیش از شروع فصل محمدعلی قنبری مدیرعامل نساجی شد ولی با ادمه فعالیت فرهاد صنیعی‌فر و رضا حدادیان در نساجی علیرضا اسدی مدیرعامل نساجی شد. در ادامه ایزد سیف‌الله‌پور مدیرعامل نساجی شد و سپس مالکیت تیم به رضا حدادیان واگذار شد و تیم نتایج نسبتاً خوبی گرفت. در نیم‌فصل دوم علی امیری مدیرعامل نساجی شد و در ادامه نتایج تیم افت کرد و محمود فکری هدایت نساجی را برعهده گرفت و تیم نتایج خوبی گرفت و در اواسط جدول قرار گرفت.
در فصل ۱۴۰۰–۱۳۹۹ وحید فاضلی سرمربی نساجی شد و نتایج خوبی نگرفت و در اواخر نیم‌فصل اول مجید جلالی هدایت تیم را برعهده گرفت و در ادامه ایزد سیف‌الله‌پور مدیرعامل نساجی شد. ولی با وجود بازی‌های بهتر تیم نتایج خوبی نگرفت و ساکت الهامی سرمربی نساجی شد و تیم توانست نتایج خوبی بگیرد و در اواسط جدول قرار گرفت.
در فصل ۰۱–۱۴۰۰ ساکت الهامی و ایزد سیف‌الله‌پور به عنوان سرمربی و مدیرعامل نساجی باقی ماندند و تیم در لیگ نتایج متوسطی گرفت و در جام حذفی نتایج خوبی گرفت و قهرمان جام حذفی شد. ولی در اواخر نیم‌فصل دوم به دلیل مشکلات با مدیریت باشگاه جدا شد و اسماعیل اسماعیلی هدایت تیم را بر عهده گرفت و نساجی با او نیز نتایج متوسطی گرفت.
در فصل ۰۲–۱۴۰۱ حمید مطهری سرمربی نساجی شد و ایزد سیف‌الله‌پور مدیرعامل نساجی باقی ماند و تیم در لیگ نتایج متوسطی گرفت و به نیمه نهایی جام حذفی رسید و موفق به قهرمانی در جام حذفی و سوپرجام نشد. در اواخر نیم‌فصل دوم حمید مطهری به دلیل نتایج ضعیف جدا شد و کارلوس هرناندز هدایت تیم را بر عهده گرفت و نساجی با او نیز نتایج ضعیفی گرفت.
در فصل ۰۳–۱۴۰۲ سید مهدی رحمتی سرمربی و صادق درودگر مدیرعامل نساجی شد و تیم نتایج ضعیفی در لیگ برتر و لیگ قهرمانان آسیا گرفت و صادق درودگر استعفا داد و حمیدرضا بایندریان مدیرعامل نساجی شد. با ادامه نتایج ضعیف سید مهدی رحمتی هم استعفا داد و بعد از سرمربیگری موقت وحید رضایی در یک بازی، لوکاس آلکاراس سرمربی نساجی شد و او هم نتایج ضعیفی گرفت تا اینکه ساکت الهامی سرمربی نساجی شد و تیم توانست نتایج خوبی بگیرد و در اواسط جدول قرار گرفت.
در فصل ۰۴–۱۴۰۳ ساکت الهامی سرمربی و حمیدرضا بایندریان مدیرعامل نساجی ماندند ولی تیم از ابتدا نتایج ضعیفی گرفت. سپس علی خطیر مدیرعامل نساجی شد و با ادامه نتایج ضعیف ساکت الهامی نیز از نساجی جدا و بعد از سرمربیگری موقت مصطفی صداقت در یک بازی، ساوو میلوشویچ سرمربی نساجی شد که او نتایج ضعیف‌تری کسب کرد و با مدیریت ضعیف تیم در آستانه سقوط قرار گرفت و علی خطیر استعفا داد و حمیدرضا بایندریان و سپس ساکت الهامی به نساجی بازگشتند ولی نتایج ضعیف این تیم ادامه داشت و محمدرضا مهاجری نیز نتوانست این تیم را در لیگ برتر نگه دارد.

## فصل‌ها
| فصل       | لیگ‌ها                           | لیگ‌ها | لیگ‌ها | لیگ‌ها | لیگ‌ها | لیگ‌ها | لیگ‌ها | لیگ‌ها  | لیگ‌ها | جام حذفی   | آسیا      | برترین گلزن لیگ          | برترین گلزن لیگ | مربی                                                                 |
| فصل       | لیگ                             | بازی  | ب     | ت     | ش     | گ. ز  | گ. خ  | امتیاز | رتبه  | جام حذفی   | آسیا      | نام                      | گل‌ها            | مربی                                                                 |
| --------- | ------------------------------- | ----- | ----- | ----- | ----- | ----- | ----- | ------ | ----- | ---------- | --------- | ------------------------ | --------------- | -------------------------------------------------------------------- |
| ۶۹–۱۳۶۸   | جام قدس ۶۹–۱۳۶۸                 | ۲۰    | ۹     | ۶     | ۵     | ۲۶    | ۹     | ۲۴     | ۳ام   | برگزار نشد | —         |                          |                 | رحیم دست‌نشان                                                         |
| ۷۰–۱۳۶۹   | لیگ ۲                           | ۱۴    | ۷     | ۴     | ۳     | ۲۹    | ۱۲    | ۱۸     | ۳ام   | ۱/۱۶ نهایی | —         |                          |                 | رحیم دست‌نشان                                                         |
| ۷۱–۱۳۷۰   | لیگ آزادگان ۷۱–۱۳۷۰             | ۲۲    | ۶     | ۸     | ۸     | ۱۶    | ۲۲    | ۲۰     | ۷ام   | دور اول    | —         |                          |                 | رحیم دست‌نشان                                                         |
| ۱۳۷۱      | جام آزادگان ۱۳۷۱                | ۱۴    | ۳     | ۵     | ۶     | ۱۵    | ۱۷    | ۱۱     | ۷ام   | برگزار نشد | —         |                          |                 | رحیم دست‌نشان                                                         |
| ۱۳۷۲      | جام آزادگان ۱۳۷۲                | ۲۶    | ۹     | ۱۱    | ۶     | ۳۰    | ۲۷    | ۲۹     | ۶ام   | ۱/۸ نهایی  | —         |                          |                 | رحیم دست‌نشان                                                         |
| ۱۳۷۳      | جام آزادگان ۱۳۷۳                | ۲۲    | ۳     | ۹     | ۱۰    | ۱۶    | ۳۲    | ۱۵     | ۱۰ام  | دور اول    | —         |                          |                 | رحیم دست‌نشان/ فریدون عسگرزاده/ ابوالفضل مزدستان                      |
| ۱۳۷۴      | لیگ ۲                           | ۱۶    | ۸     | ۵     | ۳     | ۱۷    | ۷     | ۲۹     | ۴ام   | دور دوم    | —         |                          |                 | رحیم دست‌نشان                                                         |
| ۷۶–۱۳۷۵   | لیگ ۲                           |       |       |       |       |       |       |        | ۸ام   | دور دوم    | —         |                          |                 | نادر دست‌نشان                                                         |
| ۷۷–۱۳۷۶   | لیگ ۲                           | ۱۸    | ۵     | ۶     | ۷     | ۲۰    | ۲۱    | ۲۱     | ۷ام   | برگزار نشد | —         |                          |                 | نادر دست‌نشان                                                         |
| ۷۸–۱۳۷۷   | لیگ ۲                           | ۱۶    | ۶     | ۶     | ۴     | ۲۴    | ۲۰    | ۲۴     | ۵ام   | ۱/۴ نهایی  | —         |                          |                 | نادر دست‌نشان                                                         |
| ۷۹–۱۳۷۸   | لیگ ۲                           | ۱۶    | ۶     | ۵     | ۵     | ۱۶    | ۱۹    | ۲۳     | ۶ام   | دور سوم    | —         |                          |                 | نادر دست‌نشان                                                         |
| ۸۰–۱۳۷۹   | لیگ ۲                           | ۱۶    | ۷     | ۴     | ۵     | ۱۹    | ۱۵    | ۲۵     | ۴ام   | ۱/۴ نهایی  | —         |                          |                 | نادر دست‌نشان                                                         |
| ۸۱–۱۳۸۰   | لیگ آزادگان ۸۱–۱۳۸۰             | ۶     | ۱     | ۳     | ۲     | ۳     | ۵     | ۶      | ۴ام   | دور سوم    | —         |                          |                 | نادر دست‌نشان                                                         |
| ۸۲–۱۳۸۱   | لیگ آزادگان ۸۲–۱۳۸۱             | ۳۰    | ۸     | ۷     | ۱۵    | ۲۷    | ۴۲    | ۳۱     | ۱۳ام  | دور دوم    | —         |                          |                 | حسین مسگر ساروی                                                      |
| ۸۳–۱۳۸۲   | لیگ آزادگان ۸۳–۱۳۸۲             | ۳۰    | ۵     | ۹     | ۱۶    | ۱۳    | ۴۳    | ۲۴     | ۱۶ام  | دور دوم    | —         |                          |                 | حسین مسگر ساروی                                                      |
| ۸۴–۱۳۸۳   | لیگ ۲                           | ۶     | ۳     | ۰     | ۳     | ۷     | ۷     | ۹      | ۳ام   | دور اول    | —         |                          |                 | رحیم دست‌نشان                                                         |
| ۸۵–۱۳۸۴   | لیگ ۲                           | ۲۲    | ۱۰    | ۸     | ۴     | ۲۵    | ۱۴    | ۳۸     | ۲ام   | ۱/۱۶ نهایی | —         |                          |                 | ابراهیم طالبی                                                        |
| ۸۶–۱۳۸۵   | لیگ آزادگان ۸۶–۱۳۸۵             | ۲۰    | ۷     | ۶     | ۷     | ۲۶    | ۲۶    | ۲۷     | ۶ام   | دور اول    | —         | اصغر نادعلی              | ۷               | ناصر حجازی/ مرتضی صادقی                                              |
| ۸۷–۱۳۸۶   | لیگ آزادگان ۸۷–۱۳۸۶             | ۲۲    | ۱۰    | ۴     | ۸     | ۲۷    | ۳۰    | ۲۴     | ۵ام   | ۱/۱۶ نهایی | —         | هادی خدادادی             | ۷               | حسین قزل‌سفلو/ ابراهیم طالبی / مرتضی صادقی                            |
| ۸۸–۱۳۸۷   | لیگ آزادگان ۸۸–۱۳۸۷             | ۲۶    | ۵     | ۱۰    | ۱۱    | ۲۵    | ۳۶    | ۲۰     | ۱۲ام  | ۱/۱۶ نهایی | —         | محسن پورحاجی             | ۶               | حسن خوردستان/ مرتضی صادقی/ رحیم دست‌نشان/ اسماعیل اسماعیلی            |
| ۸۹–۱۳۸۸   | لیگ آزادگان ۸۹–۱۳۸۸             | ۲۶    | ۸     | ۱۰    | ۸     | ۲۷    | ۲۶    | ۲۶     | ۷ام   | ۱/۱۶ نهایی | —         | فونیکه سی                | ۷               | نادر دست‌نشان/ رضا فروزانی/ فرهاد کوچک‌زاده                            |
| ۹۰–۱۳۸۹   | لیگ آزادگان ۹۰–۱۳۸۹             | ۲۶    | ۱۱    | ۹     | ۶     | ۳۴    | ۱۷    | ۳۱     | ۴ام   | دور سوم    | —         | حامد شیری                | ۵               | یحیی گل‌محمدی                                                         |
| ۹۱–۱۳۹۰   | لیگ آزادگان ۹۱–۱۳۹۰             | ۲۶    | ۱۰    | ۷     | ۹     | ۲۶    | ۲۶    | ۲۷     | ۵ام   | دور دوم    | —         | فرید عابدی/ احسان عبدی   | ۶               | اسماعیل اسماعیلی                                                     |
| ۹۲–۱۳۹۱   | لیگ آزادگان ۹۲–۱۳۹۱             | ۲۶    | ۹     | ۹     | ۸     | ۳۳    | ۲۷    | ۲۴     | ۸ام   | دور اول    | —         | محمد عباس‌زاده            | ۱۸              | اسماعیل اسماعیلی/ یونس گرائیلی                                       |
| ۹۳–۱۳۹۲   | لیگ آزادگان ۹۳–۱۳۹۲             | ۲۴    | ۱۰    | ۷     | ۷     | ۲۷    | ۲۲    | ۳۷     | ۳ام   | دور سوم    | —         | مجتبی رمضانی             | ۶               | یونس گرائیلی/ نادر دست‌نشان                                           |
| ۹۴–۱۳۹۳   | لیگ آزادگان ۹۴–۱۳۹۳             | ۲۲    | ۹     | ۷     | ۶     | ۲۳    | ۲۰    | ۳۴     | ۳ام   | دور چهارم  | —         | هادی ریاحی               | ۵               | نادر دست‌نشان                                                         |
| ۹۵–۱۳۹۴   | لیگ آزادگان ۹۵–۱۳۹۴             | ۳۸    | ۱۴    | ۱۱    | ۱۳    | ۳۹    | ۳۹    | ۳۹     | ۸ام   | انصراف داد | —         | حمید کاظمی               | ۱۶              | پائولو آلوز/ کوروش موسوی                                             |
| ۹۶–۱۳۹۵   | لیگ آزادگان ۹۶–۱۳۹۵             | ۳۳    | ۱۲    | ۱۰    | ۱۱    | ۴۴    | ۳۸    | ۳۴     | ۱۰ام  | ۱/۱۶ نهایی | —         | محمد عباس‌زاده            | ۲۴              | محمود فکری/ حسین مسگر ساروی/ ساکت الهامی/ حسین مسگر ساروی            |
| ۹۷–۱۳۹۶   | لیگ آزادگان ۹۷–۱۳۹۶             | ۳۴    | ۱۹    | ۷     | ۸     | ۴۹    | ۲۶    | ۶۴     | ۲ام   | ۱/۸ نهایی  | —         | محمد عباس‌زاده            | ۱۵              | مهدی پاشازاده/ داوود مهابادی/ جواد نکونام                            |
| ۹۸–۱۳۹۷   | لیگ برتر فوتبال ایران ۹۸–۱۳۹۷   | ۳۰    | ۷     | ۱۵    | ۸     | ۲۹    | ۲۹    | ۳۶     | ۱۰ام  | ۱/۸ نهایی  | —         | محمدمهدی نظری            | ۸               | جواد نکونام/ مجید جلالی                                              |
| ۹۹–۱۳۹۸   | لیگ برتر فوتبال ایران ۹۹–۱۳۹۸   | ۳۰    | ۸     | ۱۴    | ۸     | ۳۰    | ۳۲    | ۳۸     | ۹ام   | ۱/۱۶ نهایی | —         | محمد عباس‌زاده/ علی شجاعی | ۴               | محمدرضا مهاجری/ محمود فکری                                           |
| ۱۴۰۰–۱۳۹۹ | لیگ برتر فوتبال ایران ۱۴۰۰–۱۳۹۹ | ۳۰    | ۹     | ۶     | ۱۵    | ۲۷    | ۳۴    | ۳۳     | ۱۲ام  | ۱/۸ نهایی  | —         | حامد شیری/ حسین زامهران  | ۵               | وحید فاضلی/ مجید جلالی/ ساکت الهامی                                  |
| ۰۱–۱۴۰۰   | لیگ برتر فوتبال ایران ۰۱–۱۴۰۰   | ۳۰    | ۶     | ۱۵    | ۹     | ۲۴    | ۳۴    | ۳۳     | ۱۲ام  | قهرمان     | —         | کریم اسلامی              | ۷               | ساکت الهامی/ اسماعیل اسماعیلی                                        |
| ۰۲–۱۴۰۱   | لیگ برتر فوتبال ایران ۰۲–۱۴۰۱   | ۳۰    | ۵     | ۱۱    | ۱۴    | ۲۶    | ۴۴    | ۲۶     | ۱۳ام  | نیمه نهایی | —         | حامد شیری                | ۵               | حمید مطهری/ کارلوس هرناندز                                           |
| ۰۳–۱۴۰۲   | لیگ برتر فوتبال ایران ۰۳–۱۴۰۲   | ۳۰    | ۷     | ۸     | ۱۵    | ۲۷    | ۳۶    | ۲۹     | ۱۲ام  | ۱/۱۶ نهایی | دور گروهی | محمدرضا آزادی            | ۸               | سید مهدی رحمتی/ وحید رضایی/ لوکاس آلکاراس/ ساکت الهامی               |
| ۰۴–۱۴۰۳   | لیگ برتر فوتبال ایران ۰۴–۱۴۰۳   | ۳۰    | ۳     | ۱۴    | ۱۳    | ۱۵    | ۲۸    | ۲۳     | ۱۵ام  | ۱/۴ نهایی  | —         | کوین یامگا               | ۵               | ساکت الهامی/ مصطفی صداقت/ ساوو میلوشویچ/ ساکت الهامی/ محمدرضا مهاجری |

### راهنما
| - بازی = تعداد بازی‌ها - ب = برد - ت = تساوی - ش = شکست - گ. ز = گل زده - گ. خ = گل خورده - * = سرمربی موقت |

| قهرمان | نایب قهرمان | سوم | صعود | سقوط |